# ضعف بصر قشري
ضعف البصر القشري (وقد يُعرف أحيانًا باسم العمى القشري) هو أحد أنواع ضعف البصر الناتج عن مشكلة بالقشرة المخية البصرية وليس بسبب مشكلة في العين ذاتها (حيث يُسمي هذا الأخير باسم "ضعف البصر العيني") هناك العديد من الأسباب الرئيسية لضفف البصر القشري منها الاختناق، نقص الأكسجة، أو الإفقار الذي يصاحب السكتة الدماغية التي تصيب الفص القذالي (المسؤول عن الرؤية)، وكذا عيوب نمو الدماغ، وإصابات الدماغ الرضية، استسقاء الرأس؛ والتهابات الجهاز العصبي المركزي مثل التهاب السحايا والتهاب الدماغ.
يُعرف ضعف البصر القشري أيضًا باسم العمى القشري في بعض الأحيان، على الرغم من عدم إصابة غالبية مرضى ضعف البصر القشري بالعمى. يغطي مصطلح ضعف البصر العصبي (إن في آي) كلًا من ضعف البصر القشري والعمى القشري التام. يتشابه تأخر النضج البصري، أحد أشكال ضعف البصر العصبي، مع ضعف البصر القشري، لكن يختلف عنه بتراجع الصعوبات البصرية لدى الطفل خلال بضعة أشهر. على الرغم من إمكانية تغير البصر لدى الشخص المصاب بضعف البصر القشري، تُعد عودة البصر طبيعيًا تمامًا من الأمور النادرة.
تشمل المسببات الرئيسية لضعف البصر القشري ما يلي: الاختناق، أو نقص الأكسجة (نقص الأكسجين الكافي في خلايا الدم في الجسم) أو نقص التروية (نقص الإرواء الدموي الكافي في الدماغ)، إذ يمكن حدوث جميع ما سبق خلال عملية الولادة؛ واضطرابات الدماغ التطورية؛ وإصابات الرأس الرضية؛ واستسقاء الرأس (الذي يحدث عند خلل دوران السائل الدماغي الشوكي حول الدماغ، وتجمعه في الرأس ما يضغط على الدماغ)؛ والسكتة الدماغية التي تشمل الفص القفوي وحالات العدوى في الجهاز العصبي المركزي، مثل التهاب السحايا والتهاب الدماغ.

## التشخيص
يُعتبر تشخيص ضعف البصر القشري أمرًا صعبًا. يعتمد التشخيص عادة على وجود الأداء البصري الضعيف مع عدم القدرة على تفسير وجوده عند فحص العينين. قبل انتشار ضعف البصر القشري كاضطراب معروف على نطاق واسع بين الأخصائيين، خلص بعضهم إلى تزييف هؤلاء المرضى لمشاكلهم أو معاناتهم لسبب ما من خداع النفس. مع ذلك، نشأت العديد من تقنيات الفحص غير المعتمدة على كلمات المريض وسلوكياته، مثل تصوير «إف إم آر آي»، أو استخدام الأقطاب الكهربائية لكشف الاستجابات على المنبهات في كل من الشبكية والدماغ. يمكن استخدام هذا بهدف تأكيد نشوء المشكلة عن الخلل الوظيفي في القشرة البصرية و/أو المسار البصري الخلفي.